# Kusillo
El kusillo es un personaje andino - boliviano perteneciente a algunas danzas aymaras del Altiplano y los Valles cercanos . 

## Características
El disfraz del kusillo está hecho de sarga y bayeta de la tierra; la máscara está confeccionada con telas de colores y bordados. 
Se dice que sus movimientos burlones ironizan los defectos del hombre blanco o mestizo que pasa por el mundo aymara, sobre todo persiguiendo a mujeres campesinas. También imitarían a las autoridades, como los curas y alcaldes.  
Su apariencia hace recuerdo a un insecto, un mono, un pájaro, un demonio. En aymara, kusillo significa mono. En un principio, el kusillo poseía su propia danza, pero ahora es una figura de otros bailes, como los waka waka, los chutas en Bolivia. Por lo general, los kusillos son interpretados únicamente por hombres, aunque cada vez más mujeres participan en esta danza.   
Se dice que su gran nariz es un símbolo de fertilidad, por su apariencia fálica. En el mismo sentido, se dice que el kusillo también baila para las cosechas y las siembras en el Altiplano. Además, lleva cuernos sobre la cabeza, representativos de los demonios que habitan la zona del manqha pacha (subsuelo). 
Su danza se caracteriza por los saltos altos, rápidos y ágiles, mezclados con movimientos cómicos, transitando entre lo humano, lo divino y lo demoníaco.

## Cultura urbana
Por su estilo libre de baile, el denominativo "kusillo" se usa para diferentes personajes y espacios en el mundo del arte.

## Festividades
El Urq Fiesta (Orko Fiesta) es una festividad que tiene como personaje central al Kusillo, esta fiesta es conocida también  como "Festividad del Señor de Exaltación de la Santa Cruz", que se realiza el 14 de septiembre de cada año en la ciudad de Juli, al sur del departamento de Puno, en Perú. El kusillo es el alma de la fiesta, sus actitudes carismáticas y graciosas brindan alegría a esta festividad. En esta actividad se realiza también un concurso de kusillos, en donde se registran cientos de participantes.